# Simon Delestre
Simon Delestre (21 de junho de 1981) é um ginete francês.

## Carreira
Simon Delestre nasceu em 21 de junho de 1981 em Metz, França, filho de Marcel Delestre. Seu pai, um ex-cavaleiro internacional, interessou Delestre pelo hipismo desde muito jovem. Delestre experimentou muitos esportes quando criança, mas um pônei chamado Panama du Cassou HN lhe deu o gosto pela equitação. Os estábulos de Delestre estão localizados na estrutura da casa de seus pais Marcel e Magalis em Solgne.
Após obter o título de Bacharel em Ciências em 1999, Delestre foi coroado medalhista de ouro no Campeonato Francês Júnior e continuou naquele ano a ganhar o bronze como parte de uma equipe no Campeonato Europeu Júnior. No ano seguinte, ele ganhou a medalha de ouro com sua equipe no Campeonato Europeu de Jovens Cavaleiros. Delestre então continuou sua carreira em corridas Pro e Pro Elite, bem como em eventos internacionais como a Nations Cup, CSI-5* e o Circuito da Copa do Mundo.
Delestre se classificou para as Olimpíadas de Londres de 2012 em Napoli du Ry, onde seu treinador foi Henk Nooren. Ele terminou em décimo nono lugar nas finais individuais de salto e fez parte da equipe francesa de salto em equipe, que ficou em décimo segundo lugar. Delestre é talvez mais conhecido por sua destreza nos Jogos do Mediterrâneo, onde ganhou duas medalhas de ouro e uma de prata, tanto como parte de uma equipe quanto individualmente. Nos Jogos Olímpicos de Verão de 2024, em Paris, conquistou a medalha de bronze na disputa de saltos por equipes.